# Иглица колючая
И́глица колючая, или Иглица понтийская (лат. Rúscus aculeatus) — вечнозелёный многолетний полукустарник семейства Спаржевые (Asparagaceae).
Встречается по всему Черноморскому побережью Краснодарского края, в Закавказье, Турции, на Южном берегу Крыма, в Западной и Южной Европе, в Северной Африке. Третичный реликт, имеет ряд форм.

## Внешний вид
Растение высотой 60 см, но может достигать и 1 м, сизовато-зелёное. Стебли прямостоячие, тонкобороздачтые, по рёбрам мелкошероховатые. Побеги превращены в филлокладии, имеющие вид кожистых сидячих неопадающих пластинок с мелкими узкими пленчатыми шиловидными листьями в пазухах филлокладий. Филлокладии крепкие, кожистые, ланцентные, оттянуты в длинное колючее остриё, хорошо выделяется средняя жилка.  Цветки мелкие, расположены на нижней стороне филлокладия, в пазухе маленького ланцетного прицветника. Ягоды на ножке, крупные, красные, 8—10 мм в диаметре, двухсемянные. Цветёт в феврале—апреле. Плоды — мясистые, красные, созревают в ноябре—декабре.

## Экология
Произрастает в можжевеловых редколесьях, в сообществах сосны крымской и сосны пицундской, на скалах, в грабинниковых сообществах. К почвам не требовательно, растёт на перегнойно-карбонатных почвах. На Западном Кавказе (массив Хвамли) поднимается до высоты 1600 м над уровнем моря. Размножается семенами и вегетативно.

## Лимитирующие факторы
Массовый сбор растения для венков, букетов, веников.

## Хозяйственное значение и применение
Может использоваться как декоративное растение и как компонент живых изгородей.
В медицине применяется для лечения варикоза и геморроя.
На Южном берегу Крыма в 1930-х годах иглицу колючую массово заготавливали для производства веников.